# Marianne Williamson
Marianne Deborah Williamson  (sinh ngày 8 tháng 7 năm 1952)   là một tác giả, giảng viên và nhà hoạt động người Mỹ. Cô đã viết 13 cuốn sách, trong đó có bốn cuốn sách bán chạy số một của New York Times. Cô là người sáng lập Project Angel Food, một chương trình cung cấp thực phẩm tình nguyện phục vụ những người bị AIDS ở nhà và các bệnh đe dọa đến tính mạng khác. Cô cũng là người đồng sáng lập của Liên minh Hòa bình, một tổ chức giáo dục và vận động cơ sở phi lợi nhuận hỗ trợ các dự án xây dựng hòa bình.
Vào năm 2014, với tư cách là một người độc lập, Williamson đã chạy đua không thành công cho vị trí của khu vực quốc hội thứ 33 của California trong cuộc bầu cử Hạ viện Hoa Kỳ tại California. Vào ngày 29 tháng 1 năm 2019, cô tuyên bố chiến dịch tìm kiếm đề cử của đảng Dân chủ cho cuộc bầu cử tổng thống Hoa Kỳ 2020.

## Tiểu sử
Williamson sinh ra ở Houston, Texas, vào năm 1952.] Cô là con út trong ba người con của Samuel "Sam" Williamson, một luật sư di trú, và Sophie Ann (Kaplan), một người nội trợ. Sau khi tốt nghiệp trường trung học Bellaire của Houston, Williamson đã dành hai năm để học sân khấu và triết học tại Pomona College ở Claremont, California.

## Sự nghiệp

### Nói và viết
Williamson bỏ học đại học năm thứ nhất và chuyển đến Thành phố New York để theo đuổi sự nghiệp ca sĩ.
Năm 1979, sau khi đào sâu vào A Course in Miracles, cô trở về Houston, nơi cô điều hành một cửa hàng sách siêu hình kết hợp và cà phê.
Năm 1983, cô chuyển đến Los Angeles. Cô bắt đầu thường xuyên giảng bài về  Một khóa học trong phép lạ  ở Los Angeles và thành phố New York, và cuối cùng ở các thành phố khác ở Hoa Kỳ và Châu Âu.
Cô đã xuất bản cuốn sách đầu tiên của mình, A Return to Love: Reflections on the Principles of A Course in Miracles, năm 1992.

#### Sách
Cuốn sách đầu tiên của Williamson, A Return To Love, đã được giới thiệu trên  Oprah Winfrey Show  vào năm 1992 và vẫn còn trên danh sách bán chạy nhất Thời báo New York  trong 39 tuần. Cô đã xuất bản 12 cuốn sách khác, bảy trong số đó đã nằm trong danh sách bán chạy nhất của  New York Times 'và bốn trong số đó đã được xếp #1. Cô đã bán được hơn 3 triệu bản sách của mình. Năm 2018, cô đã xuất bản một phiên bản sửa đổi kỷ niệm 20 năm của  Chữa lành tâm hồn của nước Mỹ . Một số ấn phẩm của Williamson đã được dịch từ tiếng Anh sang các ngôn ngữ khác như tiếng Tây Ban Nha.